# Deltote albopunctalis
Deltote albopunctalis is een vlinder uit de familie van de uilen (Noctuidae). De wetenschappelijke naam van deze soort is voor het eerst voorgesteld als Stemmatophora ? albopunctalis door Herbert Druce in een publicatie uit 1895.
De soort komt voor in Guatemala.